# Cordylus machadoi
Cordylus machadoi là một loài thằn lằn trong họ Cordylidae. Loài này được Laurent mô tả khoa học đầu tiên năm 1964.